# Miracle (canción de Cascada)
«Miracle» (también conocido en algunos países como «I Need a Miracle») es una canción de realizada por la banda alemana de música trance Cascada. Aparece en su álbum debut, Everytime We Touch. Fue el primer sencillo de Cascada lanzado en Alemania y Estados Unidos en el 2004. Logró ingresar en entre los diez primeros de varias listas europeas y obtuvo el primer puesto en Francia en 2007, además de ser certificado con el disco de oro en Estados Unidos y en Finlandia.

## Formatos
- Versión original (2004)

1. «Miracle» [Radio Mix] – 3:38
2. «Miracle» [SAD Radio Mix] – 3:26
3. «Miracle» [Extended Mix] – 6:08
4. «Miracle» [Icarus Mix] – 6:58

- Versión de USA (2004)

1. «Miracle» [Radio Mix] – 3:38
2. «Miracle» [SAD Radio Mix] – 3:26
3. «Miracle» [Extended Mix] – 6:08
4. «Miracle» [Icarus Mix] – 6:58
5. «Miracle» [SAD Extended Mix] – 7:08

- Versión re-lanzada en USA (2006)

1. «Miracle» [Radio Mix] – 3:38
2. «Miracle» [US Radio Mix] – 3:25
3. «Miracle» [SAD Radio Mix] – 3:26
4. «Miracle» [Extended Mix] – 6:08
5. «Miracle» [USA Extended Mix] – 5:05
6. «Miracle» [Icarus Mix] – 6:58
7. «Miracle» [SAD Extended Mix] – 7:08

- Dutch re-release single

1. «Miracle» [Radio Version] – 3:39
2. «Miracle» [Extended Version] – 6:07

- Lanzamiento de sencillo en España

1. «Miracle» [Radio Mix] – 3:38
2. «Miracle» [SAD Radio Mix] – 3:26
3. «Miracle» [Extended Mix] – 6:08
4. «Miracle» [Icarus Mix] – 6:58
5. «Miracle» [After Dark Version] – 3:10
6. «Miracle» [Video Edit] – 3:38
7. «Miracle» [Video] – 3:40

- UK (2007)

CD 1
1. «Miracle» [Radio Edit] – 2:46
2. «Miracle» [After Dark Version] – 3:10

CD 2: Enhanced
1. «Miracle»«» [Radio Edit] – 2:46
2. «Miracle» [Original Mix] – 6:07
3. «Miracle» [Socialites Mix] – 6:50
4. «Miracle» [Alex M Extended Remix] – 6:44
5. «Miracle» [Northstarz Remix] – 6:12
6. «Miracle» [Joey Riot Mix] – 6:28
7. «Miracle» [Video Edit] – 3:38
8. «Miracle» [Video] – 3:40

## Todas las versiones
- «Miracle» (Radio Edit) 2:57
- «Miracle» (Alex Megane Extended Mix) 6:44
- «Miracle» (Joey Riot Mix) 6:28
- «Miracle» (Northstarz Club Mix) 6:14
- «Miracle» (Northstarz Remix) 4:00
- «Miracle» (Socialites Mix) 6:52
- «Miracle» (Extended) 6:09
- «Miracle» (The Hitmen Remix) 6:54
- «Miracle» (US Extended) 5:08
- «Miracle» (Sad Extended) 7:09
- «Miracle» (Alex Megane Radio Edit) 3:43
- «Miracle» (The Hitmen Radio Edit) 3:30
- «Miracle» (US Radio Mix) 3:28
- «Miracle» (Album Version/Video Mix) 3:41
- «Miracle» (Sad Radio Mix) 3:26
- «Miracle» (Sunset Crew edit) 3:13
- «Miracle» (German Club Mix) 4:56
- «Miracle» (Sunset Crew Remix) 6:23
- «Miracle» (The Usual Suspects vs EXR Remix) 6:22
- «Miracle» (The Usual Suspects vs EXR Edit) 4:22
- «Miracle» (After Dark Version) 3:10
- «Miracle» (Asian Radio Mix) 3:32
- «Miracle» (Asian Extended) 6:15
- «Miracle» (Red Monster Remix) 5:10
- «Miracle» (Icarus Mix) 6:58

## Posicionamiento
| Listas (2004)                       | Mejor Posición |
| ----------------------------------- | -------------- |
| U.S. Bubbling Under Hot 100 Singles | 2              |
| U.S. Pop 100                        | 55             |
| Lista (2007)                        | Mejor Posición |
| French Singles Chart                | 1              |
| Irish Singles Chart                 | 4              |
| Dutch Top 40                        | 6              |
| German Singles Chart                | 32             |
| UK Singles Chart                    | 8              |
| Swedish Singles Chart               | 10             |
| Swiss Singles chart                 | 85             |
| Austrian Singles Chart              | 57             |